# Día de San Jorge
El Día de San Jorge conmemora la muerte del soldado mártir Jorge, el 23 de abril de 303. Además, es el santo patrón de países como Palestina (donde murió), Bulgaria, Etiopía, Georgia, Inglaterra y, antiguamente, Portugal. En España lo es de la comunidad autónoma de Aragón y Cataluña, así como de las poblaciones de Cáceres (provincia de Cáceres), Alcoy y Bañeres (Alicante), Golosalvo, Madrigueras (estas dos últimas en la provincia de Albacete), Lucena (Córdoba) y Santurce (Vizcaya). En Golosalvo se erige una escultura dedicada al patrón obra de Francisco Salzillo. En Argentina, es patrono de la ciudad de Pichanal (Salta). También es el patrón universal de los Scouts. Su fundador, Baden-Powell, tomó inspiración del santo patrón de la caballería en Inglaterra para que así los escultistas recuerden y cumplan con la Ley scout y con su promesa cada día 23 de abril.  

## España

### Aragón

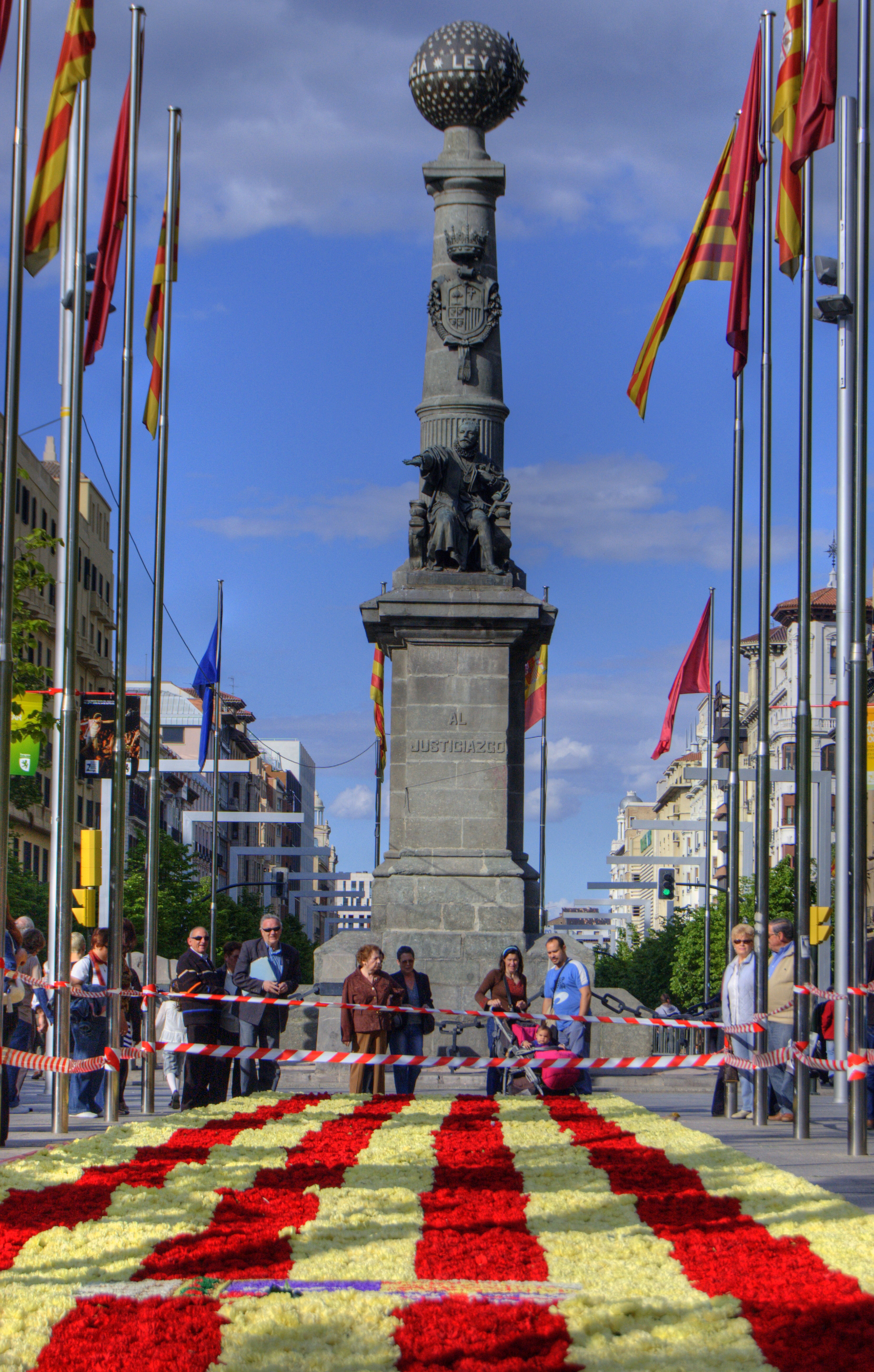
Plaza de Aragón de Zaragoza el día de San Jorge.

San Jorge es el patrón de la comunidad de Aragón, cuya festividad se celebra el día 23 de abril como Día de Aragón. Cuenta la leyenda que siendo rey de Aragón Pedro I y siguiendo los deseos de su padre Sancho I de Aragón de conquistar Huesca en el año 1096 Pedro I inició la conquista de esta ciudad que se encontraba en manos del monarca de la Taifa de Zaragoza, la lucha fue muy dura y complicada [cita requerida], las milicias cristianas confiaban plenamente en Dios para salir victoriosos de aquella horrible batalla.
Dios envió al sacrificado San Jorge, que descendió del cielo a caballo, portando con él una cruz granate. Los milicianos tras ver la señal de Dios regresaron al campo de batalla con más energía que nunca. Los musulmanes no se creían lo que estaba pasando y fueron derrotados, abandonando el lugar rápidamente. Tras medio año de acorralamiento, Pedro I entró en Huesca.
Para celebrar tal victoria se utilizó la cruz de San Jorge en las insignias de Huesca y de todo Aragón haciendo honor a su santo que les había salvado. todavía se puede ver la cruz en el escudo de Aragón.
En 1201, Pedro II fundó la orden militar de San Jorge de Alfama en un castillo cercano a Tortosa y Jaime I apoyó la fundación de cofradías bajo la misma advocación, como las erigidas en Huesca y Teruel en la mitad del siglo XIII.
Aunque no se dio una disposición canónica al respecto, puede afirmarse que San Jorge ha sido formalmente patrono de Aragón desde la Edad Media. la catedral y el concejo de Huesca, desde principios del siglo XV, por lo menos, vienen celebrando su fiesta con solemnidad litúrgica y procesión a la ermita del santo, sita en el Pueyo de Sancho.

#### Actos en Aragón

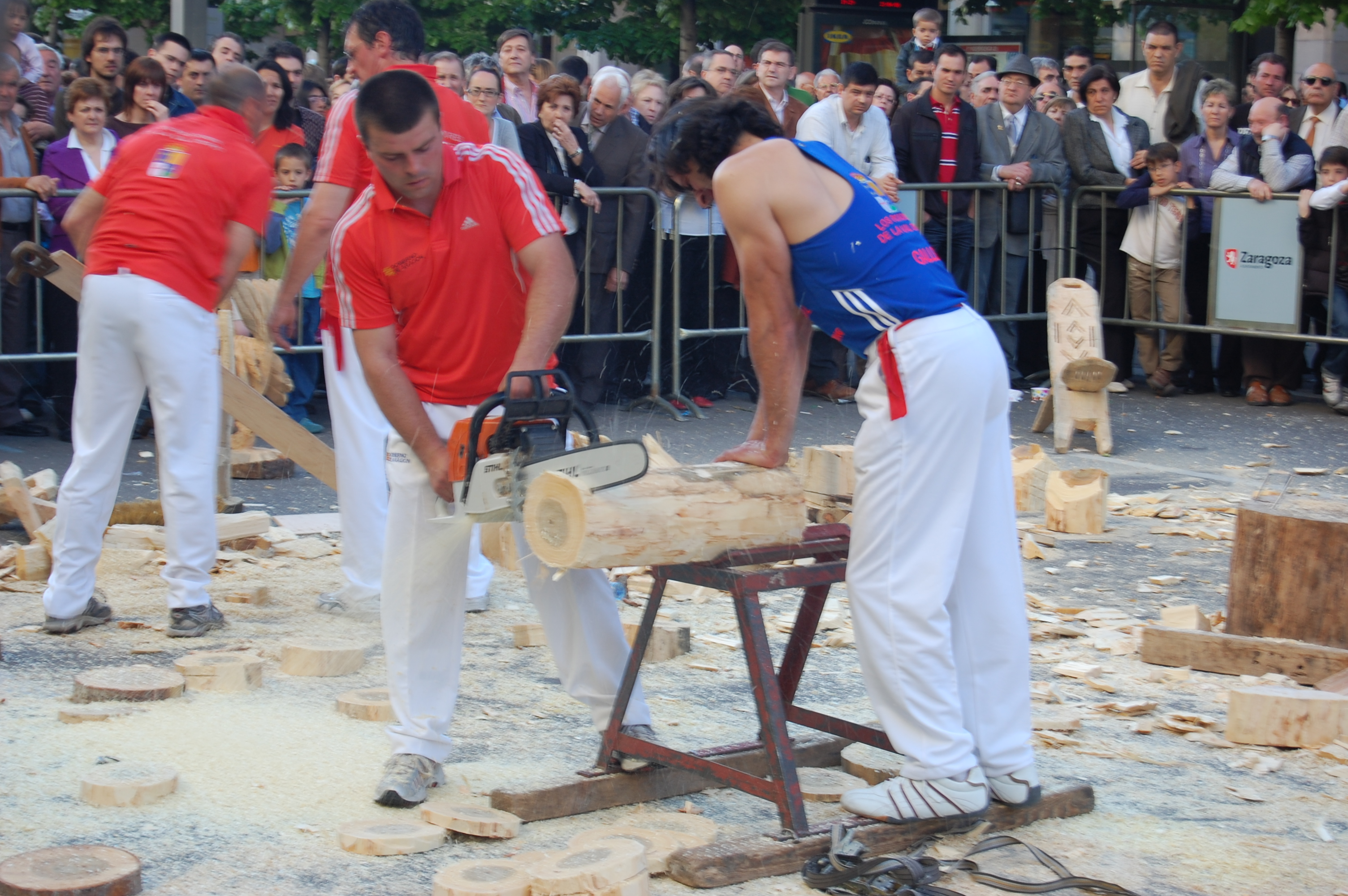
Los Picadores del Valle de Echo en el Paseo de la Independencia.

En el día de San Jorge se realizan diferentes actos por toda la geografía de Aragón, destacando algunos de los siguientes:
- Premios Aragón: desde el año 1984 la Diputación General de Aragón otorga medallas y premios a diferentes personalidades aragonesas. Es el premio más importante que concede el Gobierno de Aragón.
- Se realizan actos institucionales en las tres capitales de provincia aragonesas, Zaragoza, Huesca y Teruel, así como en las Casas de Aragón de diversas ciudades españolas y europeas.
- En las calles de muchas ciudades y poblaciones aragonesas se hacen todo tipo de actuaciones musicales y culturales, como pasacalles urbanos, eventos deportivos, jornadas de lectura, etc.
- En la plaza Aragón de Zaragoza, frente a la estatua del Justicia de Aragón, se compone una bandera de Aragón floral con la colaboración de los ciudadanos.
- Es habitual ver en este día muy diversos puestos de venta de libros en las principales ciudades aragonesas, destacando los del Paseo Independencia de Zaragoza, siendo habitualmente el paseo amenizado con la actuación musical de alumnos de los conservatorios de música de la ciudad.
- Algunos años se aprovecha esta fecha tan señalada para hacer manifestaciones, por ejemplo contra el trasvase del Ebro, o para pedir un mayor autogobierno o más competencias para Aragón.
- En Alcañiz (Teruel) se hace una representación centenaria del vencimiento del dragón en su magnífica plaza de España, en la que San Jorge vence al dragón con un ramo de flores.

### Cataluña
En Cataluña  no es festivo y se trabaja por ser día laboral. En el Día de San Jorge (en catalán "Diada de Sant Jordi") es tradicional el intercambio de rosas y libros entre parejas y personas queridas en esa fecha, convirtiéndose en una de las jornadas populares más celebradas. La idea original fue del escritor valenciano Vicente Clavel Andrés, proponiéndola a la Cámara Oficial del Libro de Barcelona.

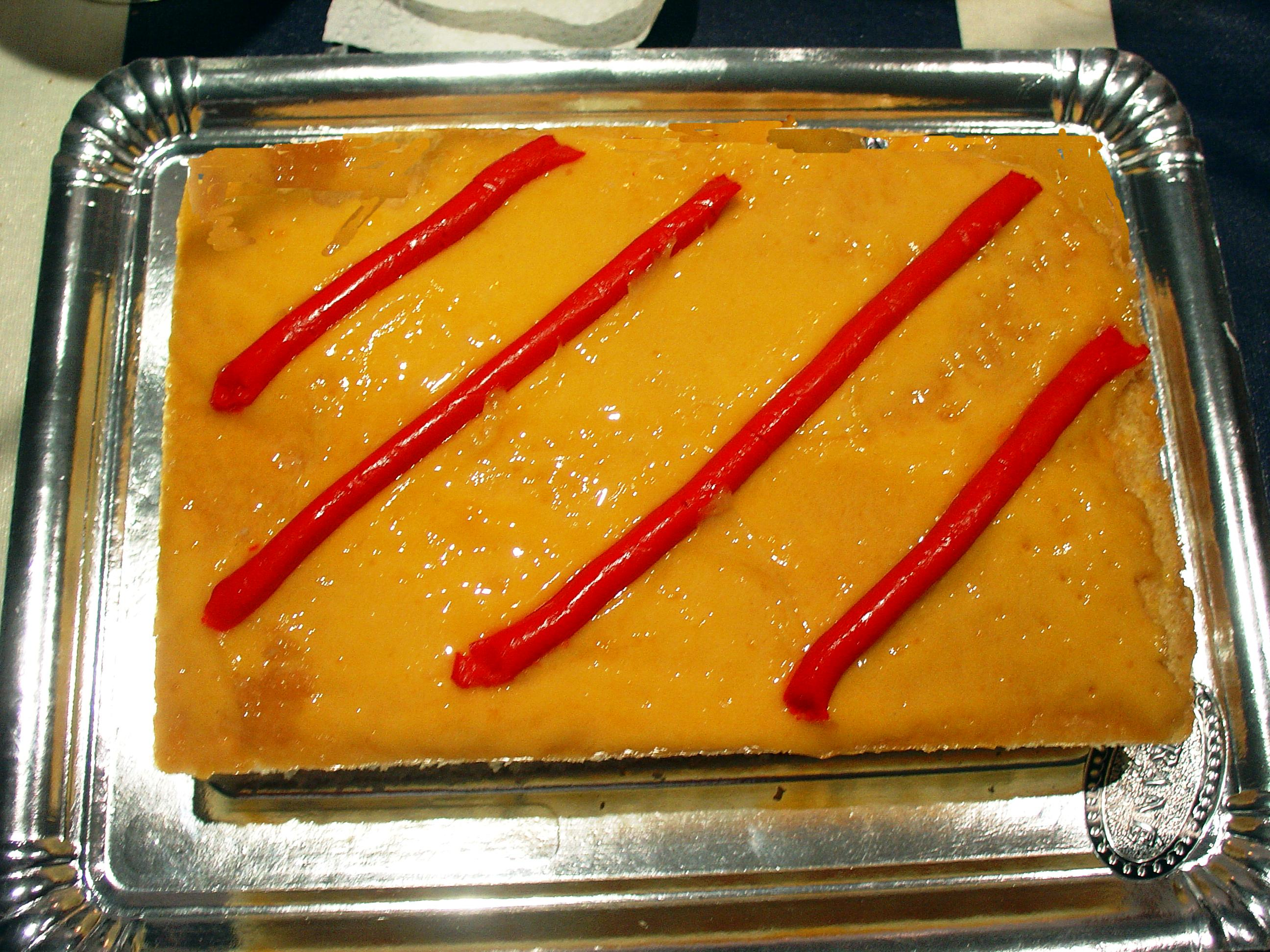
Pastel con la bandera de Catalunya, del día de San Jorge.

La costumbre de que el hombre regale una rosa a la mujer se remonta al siglo XV. Algunas versiones hacen coincidir esto con la Feria de las rosas que tenía lugar en Barcelona en aquella época. A las mujeres que el 23 de abril asistían a la misa oficiada en la capilla de Sant Jordi del Palacio de la Generalidad de Cataluña se les regalaba una rosa. Esta tradición se documenta también en el siglo XVII. [cita requerida] En la actualidad, la rosa roja (que simboliza la pasión) suele ir acompañada de "la senyera", la bandera de Cataluña, y una espiga de trigo (símbolo de la fertilidad). Es un obsequio entre las parejas, pero se efectúa también entre todos los seres queridos (familiares, amigos, colegas).
La costumbre de regalar un libro proviene del Real Decreto aprobado por Alfonso XIII en 1926 que declaraba el 7 de octubre la Fiesta del Libro Español. Dicha iniciativa fue, a su vez, impulsada por el mencionado escritor valenciano residente en Barcelona Vicente Clavel Andrés. En 1929, durante la Exposición Internacional de Barcelona, las librerías colocaron puestos en las calles, con tal éxito que se decidió cambiar la fecha del Día del Libro al 23 de abril, instaurándose en 1930, finalmente, el día 23 de abril como Día del Libro en toda España.
El Día de San Jorge (Diada de Sant Jordi en catalán) tiene un aspecto reivindicativo de la cultura catalana y muchos balcones lucen la bandera de Cataluña. En toda Cataluña se venden rosas y libros, llegando a su máxima expresión en las Ramblas de Barcelona, donde a los puestos habituales se añaden otros para la ocasión. En las últimas décadas se promueve también mucho la venta de libros con firmas de los autores y un descuento en el precio de venta, ya que el 23 de abril es oficialmente, desde 1929, el día del libro. Normalmente también se realizan actividades en las bibliotecas y conciertos en las calles, que se añaden a la agenda cultural de la Ciudad Condal.
A pesar de su amplia celebración a lo largo y ancho de todo el territorio catalán, se trata de un día laborable y por tanto, no es día festivo.

### Cáceres
Tiene su origen en la ciudad de Cáceres por la reconquista de la ciudad del dominio musulmán el 23 de abril de 1229 por el Rey de León Alfonso IX otorgándole a la ciudad fuero de Villa. Es por ello, probablemente de las más antiguas conmemoraciones o patronazgos de San Jorge en el Reino de España.
La tarde anterior, el día 22 de abril, se inician las celebraciones conmemorativas con representaciones de dragones,  un desfile de moros y cristianos con el Dragón y San Jorge a caballo y una vez llegados a la Plaza Mayor la lucha entre ellos y la quema del Dragón (que se ha elegido entre los existentes en votación). Al finalizar todo esto, fuegos artificiales. Hay también costumbre de celebrar un curioso concurso de la gallina de las plumas de oro que consiste en esconder dos sobres en la ciudad antigua, conteniendo cada uno de ellos un premio de dinero en metálico. Suele haber puestos de venta de libros y de firma de ejemplares en el Paseo de Cánovas y puestos medievales en la parte antigua.
Del mismo modo que se ofician diversos actos culturales, gastronómicos y solemnes la víspera. El día de 23 de abril es un día festivo en la ciudad de Cáceres porque San Jorge es su Patrón así como la Virgen de la Montaña su Patrona. Existe una plaza homónima en la ciudad en la parte antigua de la ciudad: Plaza de San Jorge (Cáceres)

### Santurce
Santurce, en Vizcaya, proviene de San Jorge a través de la evolución romance y la influencia del euskera, tal y como era denominado en latín en la Alta Edad Media. Esta denominación era extraña en el entorno, dado que no es habitual encontrar en dicha provincia topónimos con este origen ni una especial relación con la figura de este santo. De hecho, se suele explicar desde la leyenda esta singularidad, atribuyéndo el origen del nombre de Santurce a algunos monjes ingleses asentados en la aldea fundadores de un monasterio dedicado a San Jorge. En cualquier caso, Santurce ha tenido siempre como patrón a San Jorge y el 23 de abril se celebran en su honor, desde tiempos inmemoriales, las Fiestas de San Jorge.

## Inglaterra

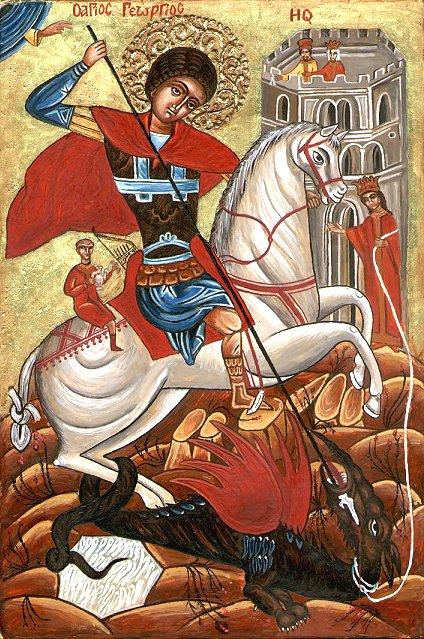
San Jorge a caballo

En Inglaterra es el día festivo de mayor importancia, a la par que Navidad. Su popularidad ha ido en aumento en los últimos años, haciendo hincapié como un día de orgullo nacional. [cita requerida] Sin embargo, a pesar de este hecho, no es día festivo. El rey Eduardo III creó la Orden de la Jarretera y lo nombró patrono de esta orden, ese mismo santo se fue consolidando como patrono también de algunas compañías que viajaron a las cruzadas, este mismo monarca es el que para 1348 lo nombra como patrono de toda Inglaterra.